# Ciclina O
La ciclina O (CCNO) es una proteína codificada en los humanos por el gen CCNO. La ciclina O pertenece a la familia de las ciclinas, cuyos miembros se caracterizan por incrementar drásticamente sus niveles en las células de forma periódica cada vez que se inicia el ciclo celular. Las ciclinas son importantes reguladoras de transiciones del ciclo celular a través de su capacidad para unirse y activar proteín-quinasas y parece ser que la ciclina O ejerce ese tipo de acciones en la transición de las fases G2/M.

## Interacciones
La proteína ciclina JL ha demostrado ser capaz de interaccionar con RPA2 and PCNA.